# انگم‌دار ارواح
اَنگُم‌دار ارواح (نام علمی: Corymbia aparrerinja) نام یک گونه از سرده خون‌درخت‌ها است.
انگم‌دار، فارسی و به معنی درخت صمغی است.